# Estany d'en Túries
L'Estany d'en Túries és una llacuna litoral, situada en el municipi de Castelló d'Empúries, que havia estat un antic braç de comunicació de les aigües continentals amb el mar.
Es tracta d'un estany molt halòfil on destaca vegetació de sòls salins com els salicornars (hàbitat d'interès comunitari,
codi 1420), les jonqueres halòfiles i espartinars (hàbitats d'interès comunitari, codis 1410 i 1320, respectivament), les dunes litorals fixades, amb comunitats del Crucianellion maritimae (hàbitat d'interès comunitari, codi 2210) i els poblaments de Ruppia sota les aigües (hàbitat d'interès comunitari, codi 1150).
Pel que fa a la fauna, l'estany d'en Túries també destaca per la presència d'Odessia maeotica, un cnidari d'aigües temporals costaneres, i d'Eurytemora velox, un copèpode de distribució més septentrional. Així mateix, s'hi localitza una població consolidada de fartet (Aphanius iberus).
La titularitat pública i la gestió com a Reserva Natural Integral han permès la recuperació dels hàbitats que defineixen la
zona. No obstant, la presència d'un nucli poblacional important proper i les activitats i serveis associats a les activitats
turístiques, sobretot a l'estiu, fan que la zona estigui molt freqüentada i alguns hàbitats es vegin alterats, essencialment
els costaners. L'estabilització dels paràmetres ambientals és suficient en la majoria de casos per a la recuperació i
manteniment d'aquests hàbitats.
L'espai es troba gestionat pel Parc natural i disposa d'un itinerari de visita, rètols informatius i un aguait. L'espai, a banda de formar part del Parc Natural dels Aiguamolls de l'Empordà, s'inclou també dins l'espai del PEIN i la Xarxa Natura 2000 ES0000019 "Aiguamolls de l'Empordà". A més, presenta una quarta figura de protecció, la Reserva Natural Integral de "Les Llaunes".